# Dopravní infrastruktura

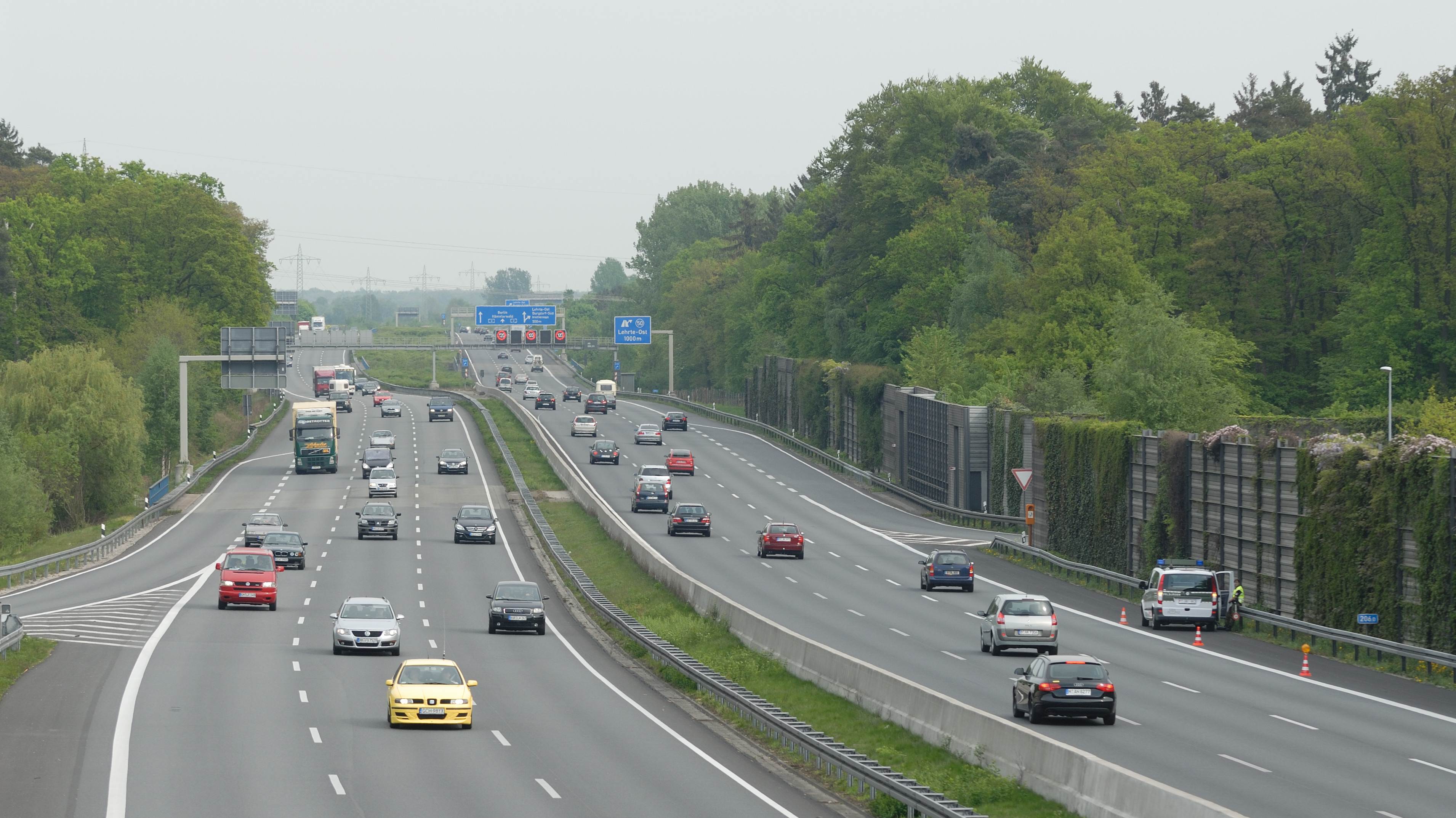
Pohled na dálnici A 2 z mostu u servisní zóny Lehrter See na východ.

Infrastruktura je skupina národohospodářských odvětví, které zajišťují předpoklady pro celkový rozvoj ekonomiky. Sem patří zejména budování dopravního a spojového systému, energetických zdrojů, vodohospodářských zařízení, bytů, škol, zdravotnictví, výzkumných institucí apod. Podle toho se infrastruktura dělí na ekonomickou (např. dopravní a energetický systém) a sociální (např. zdravotnictví)
Dopravní systém státu (subjektů podnikajících na dopravní infrastruktuře) tvoří v podmínkách ČR veřejná a neveřejná osobní a nákladní doprava. Veřejná doprava je částí dopravního systému, kterou tvoří dopravní podniky, tj. podniky vytvořené za účelem provádění přepravních služeb. Podniky veřejné dopravy mohou podnikat buď v dopravě osobní nebo nákladní, event. v obou dopravách.

Aby infrastruktura pomáhala účinně ekonomickému a sociálnímu rozvoji, musí být budována v předstihu. Převážně jde o oblast státních investic, neboť kapitálové vklady do infrastruktury jsou značné a návratnost vložených prostředků pomalá. To je obvykle pro soukromý sektor málo přitažlivé a často také nad jeho kapitálové síly a možnosti.

Ve státech s tržní ekonomikou jsou uplatněny různé způsoby ekonomického řízení a financování infrastrukturálních odvětví. Např. ve Velké Británii byla privatizována energetika, v USA jsou v soukromých rukou železnice, tunel pod Britským kanálem (La Manche) stavělo konsorcium bank a podnikatelů, v Itálii soukromý kapitál stavěl dálnice a vybírá poplatky za jejich použití, jinde stát staví dálniční síť a někdy vybírá (Francie) a jindy nevybírá (SRN) poplatky za její použití.
Hlavními kategoriemi dopravní infrastruktury jsou železniční, silniční, letecká a vodní doprava. Dalšími typy jsou infrastruktura potrubní, cyklistická, pěší, koňská, doprava v klidu (parkování) aj. 